# 질리언 진저
질리언 진저(Gillian Zinser, 1985년 11월 4일 ~ )는 미국의 배우이다.

## 출연 작품

### 영화
- The Truth Below (2011)
- 파괴자들 (2012)
- Liars All (2013)
- 워크 투 유 (2014, Asthma)
- Worthy (2015)
- Halfway (2016)
- 밴드 에이드 (2017)
- 스마일 (2022)

### 텔레비전
- 90210 (2009-12)